# Viaje a Marte
Viaje a Marte es una película argentina de corta duración dirigida bajo la animación de Juan Pablo Zaramella con el guion del mismo Zaramella y original de Mario Rulloni. Además, fue producida por Silvina Carnillon y Alejandra Grimaldi, fue estrenada en octubre de 2004.

## Argumento
Antonio es un niño que vive junto a su abuelo y su mamá, le gusta ver las series de televisión relacionadas con guerras en el espacio y en el planeta Marte. Después de ver la serie, Antonio juega en su jardín aparentando ser un astronauta y encuentra a una hormiga para hacer de cuenta que es algún ser extraño del espacio. Este le dice a su abuelo que al crecer, le gustaría ir a Marte en un cohete espacial. Su abuelo le dice que no es necesario esperar tanto tiempo, pues estaba dispuesto a llevar a Antonio a Marte en la camioneta.
Al llegar, Antonio ve que el lugar era parecido al que aparecía en la televisión y ve a un kiosco donde se encontraba una señora. El abuelo le compra un regalo que la señora vendía, se trataba de un casco de juguete espacial.
En la escuela, Antonio y sus compañeros estudiaban la primera llegada del hombre a la luna y es cuando este comenta que su abuelo lo llevó una vez a él a Marte, en la camioneta cuando era más chico. Los niños se burlaban y se reían de él. Al pasar el tiempo, muere el abuelo de Antonio y este guarda el casco de juguete espacial en un cofre que tenía debajo de su cama.
Años más tarde, Antonio crece y vive con su esposa y un pequeño hijo al que también le gustan las series de televisión relacionadas con el espacio, extraterrestres y Marte. En la televisión, aparece en las noticias, que cuatro hombres del continente fueron entrenados para poder viajar a Marte en un cohete espacial y que esa misma noche llegarían. Antonio trabaja con su grúa y lo llaman por teléfono para un trabajo que necesitaban, este al perderse en el camino, sufre un accidente y debía caminar hasta encontrar un lugar donde poder ir. Finalmente, Antonio llega al mismo lugar donde su abuelo lo había llevado cuando este era niño y encuentra a la señora del kiosco y también ve la llegada de cuatro hombres en la nave espacial. Antonio se dio cuenta de que su abuelo lo había llevado verdaderamente a Marte y que su llegada al planeta fue antes que la de los astronautas.

## Voces
- Mario Rulloni como Antonio (adulto).
- Joaquin Alsamendi Sorio como Antonio (niño).
- Rodolfo Stambulsky como el abuelo.
- Berta Doureff como la Sra. del kiosco
- María Eugenia Vallet como la esposa de Antonio.
- Juan Pablo D'Aqui como el hijo de Antonio.
- Hilda Pietra como la madre de Antonio.
- German Castro como el astronauta.
- Juan Pablo Zaramella como el conductor de Noticias y voces de la TV.
- María Cristina Bocca como la maestra.

## Banda sonora
1. "Guitarra, Guitarra mia" de Carlos Gardel
2. "Volver" de Alfrede Le Pera
3. "Me duele mi corazón " de Juan Pablo Zaramella y Germán Castro.